# 真凶標籤
《真凶標籤》是日本電視台於2021年10月10日起播出的週日連續劇，由秋元康企劃及原案，高野水登編劇，由西島秀俊主演。
香港由Viu於2021年10月11日起獨家播出。台灣由KKTV於2021年10月11日起獨家跟播。中華電信MOD、Hami Video10/18起每週一晚間更新。

## 劇情概要
相良凌介是一運輸公司的客服部課長，性格溫厚，與妻子相良真帆、長女相良光莉和幼子相良篤斗同住，家庭生活和睦，凌介更為一家購建新居。
一天晚上，凌介的三名家人突然不知所蹤，凌介透過傳媒及網路尋找家人下落，反被網路公審，甚至被指是殺害妻兒的兇手。凌介的好友周刊總編輯河村俊夫、女下屬二宮瑞穗、女兒光莉的男友大學生橘一星組成團隊，協助凌介尋找家人下落，發現失蹤事件謎團重重，而事件的真兇，可能是凌介身邊的人....

## 登場人物

### 主要人物
- 相良凌介〈48〉：西島秀俊[1][2]（粵語配音：黃榮璋）

「龜田運輸」東京分社客戶服務部管理課・課長，性格温厚、人緣很好。
- 二宮瑞穗〈28〉：芳根京子[3]（粵語配音：楊樂瑤）

凌介的下屬，客戶服務部職員，能迅速處理投訴，做出冷靜的決定。事件中一直都對凌介給予激勵和幫助。
- 橘一星〈23〉：佐野勇斗[4]（粵語配音：張振熙）

大學4年級生。年輕企業家，兩年前在美國留學後創辦了IT 企業「Proxima」，公司就在東京都內一個共享辦公室的一個角落。相良光莉的男朋友。
- 河村俊夫〈50〉：田中哲司[4]（粵語配音：何家裕）

「週刊追求」總編輯。凌介學生時代的好友、大學文藝俱樂部夥伴。
- 日野涉〈48〉：迫田孝也[4]（粵語配音：郭浩勤）

「至高時刻」老闆。凌介學生時代的好友、大學文藝俱樂部夥伴。
- 相良真帆〈48〉：宮澤理惠[2][5]（粵語配音：王夢華）

凌介的妻子，大學時代為校花，個性開朗，擅於社交。

### 相良家
- 相良光莉〈16〉：原菜乃華、國松愛莉（童年）、山影紗夕（幼年）[4]（粵語配音：楊婉潼）

相良家的長女。私立女子高中2年級生。
- 相良篤斗〈10〉：小林優仁、小林篤弘（幼年）[4]（粵語配音：梁瑞芬）

相良家的幼子。小學4年級生。

### 龜田運輸
- 太田黑芳春〈52〉：正名僕藏[4]（粵語配音：陳力航）

凌介的上司，客戶服務部部長。單身，對凌介家人失蹤事影響公司運作，常在凌介面前表達不滿，在網上用「阿芙蘿迪蒂的僕人」的賬號提供情報給PUROPIN。
- 望月鼓太朗〈23〉：坂東龍汰[4]（粵語配音：黃尉斯）

送貨員，負責相良凌介居所附近的區域。
- 鴨井晴子〈41〉：小林樹奈子[4]（粵語配音：陳雪瑩）

凌介的下屬。
- 小峯祐二〈35〉：森田甘路[4]（粵語配音：陳啟熾）

凌介的下屬。
- 目白小夏〈27〉：渥美友里惠[4]（粵語配音：陳子瑩）

凌介的下屬。
- 富山芙由子〈32〉：中西美帆[4]（粵語配音：梁瑞芬）

電話接線生。
- 石川明乃〈20〉：町田愛[4]（粵語配音：吳茵）

新入職接線生。
- 龜田運輸東京分部的社長（第4・5・11集）：井上肇（粵語配音：郭浩勤）

- 龜田運輸東京分部的送貨員（第2・4・6・18集）：田中聰元（粵語配音：李家傑・楊耀泰（第18集））

其貨車被人貼上誘拐小孩的大字報，因此對凌介不滿。
- 龜田運輸總公司的主管（第5・11集）：安藤彰則（粵語配音：楊耀泰）

### 週刊追求
日本最暢銷的週刊，呼籲大眾提供有關相良家失蹤的消息。
- 兩角猛〈33〉：長田成哉[4]（粵語配音：陳啟熾）

攝影師。
- 上原啓太〈43〉：竹森千人[4]（粵語配音：楊耀泰）

記者。
- 飯田修〈33〉：岩瀬亮（粵語配音：鄧晟鈞）

### Proxima
由神秘的大學生兼企業家橘一星經營的IT初創企業。
- 相川譽〈26〉：南彩加[4]（粵語配音：吳茵）

網頁設計師。
- 海江田順二〈36〉：BOB[4]（粵語配音：何家裕）

程式設計師。
- 金城三伸〈25〉：青木瞭[4]（粵語配音：陳啟熾）

系統工程師。
- 土井光四郞〈20〉：堀野内智[4]（粵語配音：鄧晟鈞）

兼職。

### 相良凌介相關人物
- 菱田朋子〈34〉：櫻井由紀[4]（粵語配音：陳子瑩）

與相良家住在同一個小區的單身媽媽。按摩師。有一個與篤斗同齡的兒子。
- 山田元哉〈30〉：柿澤勇人[4]（粵語配音：陳力航）

篤斗的足球班教練。
- 菱田清明〈10〉：桑名愛斗（粵語配音：陳雪瑩）

朋子的兒子。
- 館野三郎〈76〉：濱田晃[4]（粵語配音：郭浩勤）

真帆的父親。
- 館野志乃生〈73〉：丘光子 [4]（粵語配音：姜嘉蕾）

真帆的母親。
- 池上太太：坂本文子（第1・2・5・9-11・15集）（粵語配音：吳茵）

相良家的樓下住戶、會特別嚴格檢查垃圾分類的人。

### 住愛房屋
相良家新居的房屋製造商。
- 林洋一〈39〉：深水元基[4]（粵語配音：楊耀泰）

負責相良家新居的房屋製造商業務員，等等力茉莉奈的未婚夫。
- 井上幸作〈52〉：戶田昌宏[4]（粵語配音：鄧晟鈞）

林的上司，社長
- 馬場健次郎〈38〉：高杉一穂（粵語配音：黃尉斯）

林的同事。

### 橫濱北警署
- 阿久津浩二〈47〉：澀川清彥[4]（粵語配音：李家傑）

刑警。
- 落合和哉〈26〉：吉田健悟[4]（粵語配音：鄧晟鈞）

刑警。
- 刑事課長：小林博（粵語配音：張振熙）

阿久津和落合的上司。
- 調查案件的刑警：大西Kenken、松永大輔（粵語配音：黃尉斯、陳啟熾）

- 生活安全課的警察：柴田鷹雄（第1・4・9集）（粵語配音：張振熙）

### 煽動事件人物
- 德竹肇（PUROPIN）〈28〉：柄本時生[4]（粵語配音：黃尉斯）

PUROPIN頻道的負責人，雜食系YouTuber。
- 町山大輝〈22〉：遼太郎[4][4]（粵語配音：唐浩民）

德竹的頻道的攝影師兼編輯。
- 雫石千春/石塚〈44〉：小松利昌[4]（粵語配音：楊耀泰）

私立大學社會學教授。MATOMEN情報節目的時事評論員。
- 情報節目主持：鈴木AKINOFU（粵語配音：李家傑）

MATOMEN情報節目的主持。
- 田丸佳子：椿鬼奴（第11-12・14-15・17-18・20集）（粵語配音：梁瑞芬）

生活散文作家兼時事評論家，MATOMEN情報節目的嘉賓。

### 身份不明人物
- 本木陽香/高場花〈23〉：生駒里奈[4]（粵語配音：陳雪瑩）

失蹤當天與凌介接觸的神秘女性，在殯儀館工作。
- 貓大嬸：平田敦子[4]（粵語配音：梁瑞芬）

本名、年齡、職業不明。貌似住在相良家的新居附近。喜歡貓和古典音樂。
- 木幡由實    ：   香里奈（粵語配音：姜嘉蕾）

經常打來龜田運輸作奇怪投訴的客人、並送給瑞穗「光輝之土」、對相良凌介充滿恨意。
- 中村充  ： 前野朋哉（粵語配音：陳啟熾）

十年前和相良凌介有所關係，木幡由實的前夫。
- 教祖（蜂須賀阿理壽）/佐藤佳惠    ：  相築彰子（粵語配音：吳茵）

木幡出入的奇怪宗教的教祖。
- 強羅誠    ：    上島竜兵（粵語配音：陳啟熾）

身份神秘，懷疑從事不法勾當。與河村俊夫相識、等等力社長幸造曾僱用他。後來，他搬進了相良家居住的同一個住宅區。

### 等等力建材
- 等等力幸造：長谷川公彥（粵語配音：黃尉斯）

等等力建材公司社長，茉莉奈的父親。
- 等等力茉莉奈：林田岬優（粵語配音：楊婉潼）

林洋一的未婚妻，幸造的女兒。

### 其他人物
- 中村圭樹：村上秋峨（第1・17-18集）／大友至恩（第2集）、瓜田裕星（幼年）（粵語配音：吳茵）

冷凍遺體的少年，木幡由實的兒子。
- 日菜：中山佳子（第1・4・15-16集）（粵語配音：陳子瑩）

光莉的朋友，同級同學。
- 籾山大：矢作優（第3・7・18集）（粵語配音：陳啟熾）

跟蹤光莉的男子。
- 橘堇：須藤理彩（第6・9・14・15・17-20集）（粵語配音：梁瑞芬）

一星的母親。
- 宮島奈奈惠：周本繪梨香（第11-13・17-18集）（粵語配音：陳雪瑩）

篤斗的心理諮商師。
- 二宮凪沙：入山法子（第17・19集）（粵語配音：黃穎誼）

瑞穗的姐姐。
- 訪問凌介的記者：伊藤風喜（第1・7集）（粵語配音：黃尉斯（第1集）・陳力航（第7集））

- 訪問凌介的記者：伊藤浩志（第2・4・8・10・11・15集）（粵語配音：黃尉斯（第2・8・10・11集）・陳啟熾（第4集）・楊耀泰（第15集））

- 訪問凌介的記者：小林千里（第1・7集）（粵語配音：姜嘉蕾（第1集）・陳子瑩（第7集））

- 訪問凌介的記者：坂口さゆり（第2・4・8・15集）（粵語配音：姜嘉蕾（第2・4・15集）・楊婉潼（第8集））

### 每集登場人物

#### 第1集
- 報導成見澤佑市身亡的主播：笹崎里菜（粵語配音：姜嘉蕾）
- 光莉的同學：三浦理奈（第4・5・15集）（粵語配音：楊樂瑤）
- 雞脾菇聖誕跳的小孩（粵語配音：梁瑞芬、姜嘉蕾、楊婉潼、陳雪瑩）
- 超市的熟客：佐藤智美（粵語配音：吳茵）
- 電飯煲提示聲（粵語配音：吳茵）
- 京極：山寺宏一（第18集）（粵語配音：李家傑）

動畫《死滅之刃》的角色。
- 穆川：内田彩（第18集）（粵語配音：吳茵）

動畫《死滅之刃》的角色。
- 標津：佐藤はな（第18集）（粵語配音：楊婉潼）

動畫《死滅之刃》的角色。
- 八雲：霜月紫（第18集）（粵語配音：張振熙）

動畫《死滅之刃》的角色。
- 電話提示聲（粵語配音：陳雪瑩）
- 報案中心職員（粵語配音：梁瑞芬）
- 桶口：日中泰景（粵語配音：黃尉斯）

超市店長，真帆的上司。
- 東：阿久澤菜菜（粵語配音：姜嘉蕾）

篤斗的班主任。
- 凌介在路上遇到的一家人：池田理惠、（粵語配音：梁瑞芬、鄧晟鈞、陳雪瑩）
- 與光莉長相相似的女學生：赤澤巴菜乃（粵語配音：楊婉潼）
- 訪問相良的記者：豐田豪、山口郁美（粵語配音：郭浩勤、楊婉潼）

#### 第2集
- 向鼓太朗問話的警察（粵語配音：楊耀泰）
- 訪問凌介的記者（粵語配音：張振熙）
- MATOMEN情報站的記者（粵語配音：陳啟熾）
- 投訴凌介的用戶（粵語配音：李家傑、陳力航、楊婉潼）
- 龜田運輸的319282用戶（粵語配音：黃尉斯）
- 魚販：芝崎昇（粵語配音：郭浩勤）
- 殯儀館職員：阿部朋子（第5・8・14集）、大谷博史（第5集）（粵語配音：陳子瑩、陳啟熾）
- 追問鼓太郎的小學生：增田貴大、吉村龍希、米本奏哉（粵語配音：王夢華、楊婉潼、陳雪瑩）
- 池上太太的好友：島邑美香（第5・10-11集）、見方阿由實（第5・10-11集）（粵語配音：梁瑞芬、楊婉潼）

相良凌介小區的住戶，與池上太太交好。
- 龜田運輸的672522用戶（粵語配音：王夢華）
- 在「至高時刻」收風的記者：內藤聖羽（第4集）（粵語配音：楊耀泰）

俊夫的同行。
- 龜田運輸安全管理部職員：関野昌敏 、城築創（粵語配音：陳啟熾、郭浩勤）

#### 第3集
- 菱田清明的同學（粵語配音：陳雪瑩、姜嘉蕾）
- 橫濱北警署的女警：宮菜穂子（第12集）（粵語配音：吳茵）

#### 第4集
- 未來生命的保險經紀：ねりお弘晃（粵語配音：黃尉斯）

負責上良凌介家生命安全保險業務的人。
- 追問保險經紀的記者：松尾淳一郎（第7・10-11・15集）（粵語配音：陳啟熾・郭浩勤（第7集））
- 追問保險經紀的記者：金本美紀（第7・10-11集）（粵語配音：陳雪瑩（第4集）・姜嘉蕾（第7集）・吳茵（第10-11集））
- 光莉的同學：庵原涼香（第16集）（粵語配音：陳雪瑩）
- 收看記招的路人：くわはら利晃、小倉直人（粵語配音：鄧晟鈞、梁瑞芬、黃尉斯）
- 記招上提問的記者：阿部祐二（粵語配音：李家傑）
- 田中阿撒托斯的媽媽：安藤聖（粵語配音：楊婉潼）

失蹤孩子的媽媽，小孩失蹤時年齡為9歲。

#### 第5集
- 襲擊凌介的男子：川守田政人（粵語配音：黃尉斯）
- 天氣預報員：笹崎里菜（粵語配音：姜嘉蕾）
- 麵包店員：鈴木拓（粵語配音：陳力航）

橘一星與光莉常去光顧的麵包店店員。
- 參加研討會的人：小林朋玄（粵語配音：黃尉斯）

#### 第6集
- 阿久津的太太：Joannie（第16集）（粵語配音：吳茵）
- 欲幫助陽香的人：松澤傑（粵語配音：黃尉斯）
- 輕飄飄整體診所的員工：井上尚（第12集）（粵語配音：郭浩勤）

菱田朋子的同事。

#### 第7集
- 網絡搜查班警察：森下亮（第12集）（粵語配音：郭浩勤）
- MATOMEN情報節目的監製：吉田悟郎（粵語配音：陳力航）
- 訪問二宮的記者：、細田喜子（粵語配音：楊耀泰、鄧晟鈞、梁瑞芬）
- 藤井淳史：片桐仁（粵語配音：鄧晟鈞）

東央大學附屬醫院的整形外科醫師。
- 櫻木琉璃：筧美和子（粵語配音：楊婉潼）

東央大學附屬醫院的護理師。
【註：《輪到你了》的角色。】

#### 第8集
- 立慶大學的學生：岡田翔太郎、伊村玄徳（粵語配音：郭湛深、黃尉斯）
- 立慶大學足球部學生：熊谷晟那（粵語配音：唐浩民）
- 住愛房屋的高層：花ヶ前浩一、松林慶知 、（粵語配音：陳力航、陳啟熾、李家傑）
- 手塚翔太：田中圭 （粵語配音：郭湛深）

凌介的支持者，大學時為推理學會的成員。
- 手塚菜奈：原田知世（粵語配音：姜嘉蕾）

翔太的妻子。
【註：《輪到你了》的角色。】
- 山田元哉的同事：犬塚マサオ（粵語配音：張振熙）

#### 第9集
- 久住讓：袴田吉彦（粵語配音：陳啟熾）

真帆的大學師弟。
【註：《輪到你了》的角色。】
- 久住讓的大學同學（粵語配音：何家裕）
- 龜田運輸的職員（粵語配音：姜嘉蕾）
- 教祖的信徒（粵語配音：陳力航、姜嘉蕾）
- 教祖的弟子：奧田由香（第8・20集）（粵語配音：梁瑞芬）
- 威脅清明的錄音（粵語配音：梁瑞芬）

#### 第10集
- 草村：園田裕樹（粵語配音：黃文軒）

橫濱警察醫院的看護師。
- 小野寺章子：深澤志穗（粵語配音：陳雪瑩）

橫濱警察醫院的看護師。
- 橫濱警察醫院的看護師（粵語配音：姜嘉蕾、張振熙）
- 報導篤斗被尋獲的主播：畑下由佳（第11-15・17-18・20集）（粵語配音：陳雪瑩（第10-11集）・吳茵（第12-15、18、20集）・黃穎誼（第17集））
- 討論篤斗的人：桑原勝、露口祐斗（粵語配音：黃文軒、張振熙）
- 大村海平：酒井康行（粵語配音：陳力航）

橫濱警察醫院篤斗的主診醫生，告知凌介一家人篤斗疑似患上PTSD。
- 伊藤百合香：櫻木梨奈（第12・16集）（粵語配音：楊婉潼（第10集）・王夢華（第12集）・黃穎誼（第16集））

負責篤斗的護士。
- 橫濱警察醫院外等待的記者（粵語配音：陳力航、郭浩勤）
- 橘一星的投資者（粵語配音：黃文軒、梁瑞芬）
- 看管篤斗的警察：守谷勇人（第11・12・16・20集）（粵語配音：黃尉斯）
- 的士司機：川原田樹（粵語配音：郭浩勤）
- 森岡：瀨戶寬（粵語配音：黃文軒）

橫濱警察醫院的主管。

#### 第11集
- 報導凌介被警方帶回警署的記者：中島彩（粵語配音：楊婉潼）
- 警署外的記者：田中研（粵語配音：陳啟熾）
- 自殺的女人：松永渚（粵語配音：王夢華）

在公司受到職權騷擾跟性騷擾而試圖自殺之前，她寫了一封指控上司和同事的告密信，並讓強羅協助她自殺。
- 目睹自殺女人的人（粵語配音：陳力航、吳茵）
- 橫濱警察醫院的小孩（粵語配音：陳子瑩、姜嘉蕾、楊婉潼）
- 橫濱警察醫院的護士（粵語配音：王夢華）
- 小綿羊咖啡館店主：柴田次郎（粵語配音：郭浩勤）
- 咖啡店客人：芝本保美（粵語配音：李家傑）
- 田沼：原田文明（粵語配音：陳力航）

加油站洗車場老闆。

#### 第12集
- 橫濱警察醫院的護士：得田舞美（粵語配音：吳茵）
- 報導光莉影片的主播：貴堂寛之（粵語配音：郭浩勤）
- 議論光莉影片的男子：石岡快斗、苅田裕介（粵語配音：唐浩民、陳啟熾）
- 議論光莉影片的女子：風月、遠乃おと、葛西美空（粵語配音：姜嘉蕾、陳雪瑩、梁瑞芬）
- 被家暴的女人：嘉門洋子（粵語配音：梁瑞芬）

攻擊凌介的女高中生的媽媽。
- 家暴男：白石朋也（粵語配音：黃尉斯）

攻擊凌介的女高中生的爸爸。
- 攻擊凌介的女高中生：中田乃愛（粵語配音：姜嘉蕾）

受到爸爸嚴重家暴的女學生，看完光莉影片後將自己代入到影片裡。
- 向二宮和一星問話的警察（粵語配音：唐浩民）
- 橫濱警察醫院的病人：レン杉山（粵語配音：陳啟熾）
- 橫濱警察醫院的廣播（粵語配音：陳子瑩）
- 提供篤斗情報的龜田運輸客人（粵語配音：王夢華）

#### 第13集
- 相良凌介的主診醫生：境浩一朗（粵語配音：陳啟熾）
- 魚市場的檔主（粵語配音：郭浩勤）
- 岡野和美：川上友里（粵語配音：梁瑞芬）

強羅誠的委託人。
- 岡本拓也：村上航（粵語配音：楊耀泰）

岡野和美的丈夫。
- 華蓮：牧野莉佳（粵語配音：楊婉潼）

強羅誠的幫手。
- 教祖的弟子：中神円（第14-16集）（粵語配音：楊婉潼）

#### 第14集
- 鑑證科人員：永尾斎（粵語配音：唐浩民）
- 木幡千鶴江：田島令子（粵語配音：陳子瑩）

木幡由實的母親。
- 木幡隆史：田村泰二郎（粵語配音：陳力航）

木幡由實的父親，經營魚店。
- 報導木幡由實被通緝的主播：梅澤廉（粵語配音：唐浩民）
- 議論木幡由實的男人：林諒一、滝本圭（粵語配音：黃尉斯、郭浩勤）
- 議論木幡由實的女人：比嘉梨乃（粵語配音：王夢華）
- 木幡家魚店前的記者：、高橋聖那、（粵語配音：楊婉潼、姜嘉蕾、陳啟熾、陳力航）

#### 第15集
- 男公關：ーノ瀬竜、（粵語配音：唐浩民、楊耀泰、陳力航）
- 龜田運輸職員（粵語配音：姜嘉蕾）

#### 第16集
- 光莉的同學：羽瀨川凪（粵語配音：楊樂瑤）
- 凌介家電話助手（粵語配音：陳雪瑩）
- 叢林髮型屋店員（粵語配音：姜嘉蕾）
- 高場花：真崎凱倫（粵語配音：黃穎誼）

福瀨醫院護士，因受本木陽香威脅，而被迫將自己身份借予其假冒。
- 光輝世界的教徒：阿部翔平、鹿野翔平（粵語配音：張振熙、陳啟熾）

在至高時刻偽裝成警察的光輝世界教徒。
- 捉拿木幡由實的警察（粵語配音：張振熙）
- 衝鋒隊警察（粵語配音：楊耀泰）

#### 第17集
- 情報節目嘉賓（粵語配音：張振熙）
- 詢問一星情況的人：西野大作（粵語配音：黃尉斯）
- 東央大學附屬醫院護士：葉月美沙子（粵語配音：王夢華）
- 列車提示聲（粵語配音：陳子瑩）
- 真清女子學院的學生：鈴川琴音、愛理  （粵語配音：黃穎誼、姜嘉蕾）

#### 第18集
- 中村昭子：麻生繪里子（粵語配音：王夢華）

充的母親，木幡由實的婆婆。

#### 第19集
- 金輪：塙宣之（粵語配音：陳力航）

強羅誠的夥伴。
- 篤斗學校的高年級學生（粵語配音：楊樂瑤）

#### 第20集
- 報導河村新聞的記者：菅谷大介（粵語配音：陳力航）
- 議論河村新聞的人：萩野栞、持田優奈 、小林芽、久保田理仁（粵語配音：陳雪瑩、陳子瑩、楊樂瑤、唐浩民）

## 工作人員
- 企劃、原案：秋元康[6]
- 編劇：高野水登[6]
- 導演：佐久間紀佳、中島悟（AX-ON）、小室直子[6]
- 音樂：林友樹、橘麻美[6]
- 主題曲：Novelbright〈seeker〉（Universal SIGMA）[7]
- 總製作人：加藤正俊[6]
- 製作人：鈴間廣枝、松山雅則（Total Media Communication）[6]
- 製作協力：Total Media Communication[6]
- 製作著作：日本電視台[6]

## 播出日程
|                                                                           | 集數   | 播放日         | 日文標題 | 節目表標題 | 中文標題 (Viu)       | 分集導演   | 收視率 |
| ------------------------------------------------------------------------- | ------ | -------------- | -------- | ---------- | -------------------- | ---------- | ------ |
| 第1部                                                                     | 第1話  | 2021年10月10日 |          |            | 失蹤                 | 佐久間紀佳 | 8.4%   |
| 第1部                                                                     | 第2話  | 10月17日       |          |            | 收貨                 | 佐久間紀佳 | 7.2%   |
| 第1部                                                                     | 第3話  | 10月24日       |          |            | 洞穴裡傳來的信號     | 佐久間紀佳 | 7.3%   |
| 第1部                                                                     | 第4話  | 11月07日       |          |            | 澄清                 | 中島悟     | 7.0%   |
| 第1部                                                                     | 第5話  | 11月14日       |          |            | 正義中毒             | 中島悟     | 6.4%   |
| 第1部                                                                     | 第6話  | 11月21日       |          |            | 後備鑰匙             | 小室直子   | 6.6%   |
| 第1部                                                                     | 第7話  | 11月28日       |          |            | 麵包超人             | 佐久間紀佳 | 6.6%   |
| 第1部                                                                     | 第8話  | 12月05日       |          |            | 正面對決             | 小室直子   | 6.8%   |
| 第1部 序章．真相編                                                        | 第9話  | 12月12日       |          |            | 真相篇 序章          | 中島悟     | 5.9%   |
| 第1部 序章．真相編                                                        | 第10話 | 12月19日       |          |            | 兒子                 | 佐久間紀佳 | 6.6%   |
| 特別編                                                                    | 特別編 | 12月26日       |          |            | 客人的推理           | 小室直子   |        |
| 第2部 真相編                                                              | 第11話 | 2022年01月09日 |          |            | 犯人就是爸爸         | 佐久間紀佳 | 6.7%   |
| 第2部 真相編                                                              | 第12話 | 01月16日       |          |            | 兇器                 | 長沼誠     | 7.4%   |
| 第2部 真相編                                                              | 第13話 | 01月23日       |          |            | 河豚毒殺案           | 中島悟     | 7.4%   |
| 第2部 真相編                                                              | 第14話 | 01月30日       |          |            | 來自數字的訊息       | 佐久間紀佳 | 8.1%   |
| 第2部 真相編                                                              | 第15話 | 02月06日       |          |            | 巧合                 | 小室直子   | 8.6%   |
| 第2部 真相編                                                              | 第16話 | 02月13日       |          |            | 兩部手機             | 中島悟     | 8.4%   |
| 第2部 真相編                                                              | 第17話 | 02月20日       |          |            | 我不是爸爸的小孩嗎？ | 長沼誠     | 9.0%   |
| 第2部 真相編                                                              | 第18話 | 02月27日       |          |            | 真帆身在何處         | 中島悟     | 8.6％  |
| 第2部 真相編                                                              | 第19話 | 03月06日       |          |            | 欺凌引起             | 小室直子   | 8.9%   |
| 第2部 真相編                                                              | 最終話 | 03月13日       |          |            | 最好的故事           | 佐久間紀佳 | 12.4%  |
| 平均視聴率 7.7%（收視率由Video Research調查關東地區、家戶的即時統計資料） |        |                |          |            |                      |            |        |

- 10月31日因第49回眾議院議員總選舉開票特別番組『zero選挙2021』暫停播放一次[21]。

## 短劇

### Hulu番外編「週刊追求PREMIUM」
| 配信日         | 集數                    | 主角                 | 其他登場人物                                         |
| -------------- | ----------------------- | -------------------- | ---------------------------------------------------- |
| 2021年10月23日 | 人物檔案#01             | 橘一星               | 相良光莉、相良篤斗、跟蹤男、兩角猛、上原啓太         |
| 2021年11月20日 | 人物檔案#02             | 菱田朋子             | 冨樫誠一、菱田清明、兩角猛、上原啓太                 |
| 2021年12月18日 | 人物檔案#03             | 林洋一               | 等等力茉莉奈、馬場健次郎、落合和哉、兩角猛、上原啓太 |
| 2022年2月26日  | 人物檔案#04             | 木幡由實             | 中村充、中村圭樹、教祖、中村昭子、兩角猛、上原啓太   |
| 2022年3月5日   | 人物檔案#05             | 本木陽香             | 橘一星、兩角猛、上原啓太                             |
| 2022年3月12日  | 河村俊夫之編集後記 前編 | 河村俊夫             | 相良凌介、日野涉                                     |
| 2022年3月19日  | 河村俊夫之編集後記 後編 | 河村俊夫             | 相良凌介、日野涉                                     |
| 2022年3月26日  | Otchi與Cozy之事件簿     | 阿久津浩二、落合和哉 | 相良凌介、貓大嬸                                     |

## 外部連結
- 官方网站（日語）
  - 真凶標籤的X（前Twitter）（日語）
  - 真凶標籤的Instagram帳戶（日語）
- YouTube上的ぷろびんチャンネル season2頻道

## 電視節目的變遷
| 日本電視台 週日連續劇                          | 日本電視台 週日連續劇                                  | 日本電視台 週日連續劇 |
| ---------------------------------------------- | ------------------------------------------------------ | --------------------- |
|                                                | 真凶標籤 （2021年10月10日－2022年3月13日）             |                       |
| 我的殺意戀愛了 （2021年7月4日－2021年9月12日） | 金田一少年之事件簿2022 （2022年4月24日－2022年7月3日） |                       |

| 緯來日本台 每週一至五 22:00~23:00 | 緯來日本台 每週一至五 22:00~23:00 | 緯來日本台 每週一至五 22:00~23:00 |
| --------------------------------- | --------------------------------- | --------------------------------- |
|                                   | 真凶標籤 （2022年3月8日－）       |                                   |
| —                                 | —                                 |                                   |

| 香港 Now劇集台→Viu 頻道 星期日 21:00 - 22:00          | 香港 Now劇集台→Viu 頻道 星期日 21:00 - 22:00         | 香港 Now劇集台→Viu 頻道 星期日 21:00 - 22:00   |
| ----------------------------------------------------- | ---------------------------------------------------- | ---------------------------------------------- |
|                                                       | （2022年8月7日－2022年12月18日）                     |                                                |
| 我的殺意戀愛了 （2022年5月29日－2022年7月31日）       | 邁向未來的倒數10秒 （2022年12月25日－2023年2月19日） |                                                |
| 香港 ViuTV 星期二至六（星期一至五深夜）00:00－01:00   |                                                      |                                                |
| 邁向未來的倒數10秒 （2023年10月12日－2023年10月24日） | （2023年10月25日－2023年11月21日）                   | 前男友的遺書 （2023年11月22日－2023年12月6日） |